# Éllóra
Éllóra je archeologické naleziště v indickém státě Maháráštra. Tvoří jej množství buddhistických, hinduistických i džinistických staveb, převážně klášterů, stúp a skalních jeskyní.
Od roku 1983 jsou jeskyně Éllóra součástí Seznamu světového dědictví UNESCO. Necelých sto kilometrů od Éllóry se nachází Adžanta, další významná archeologická oblast.

## Obrazárna

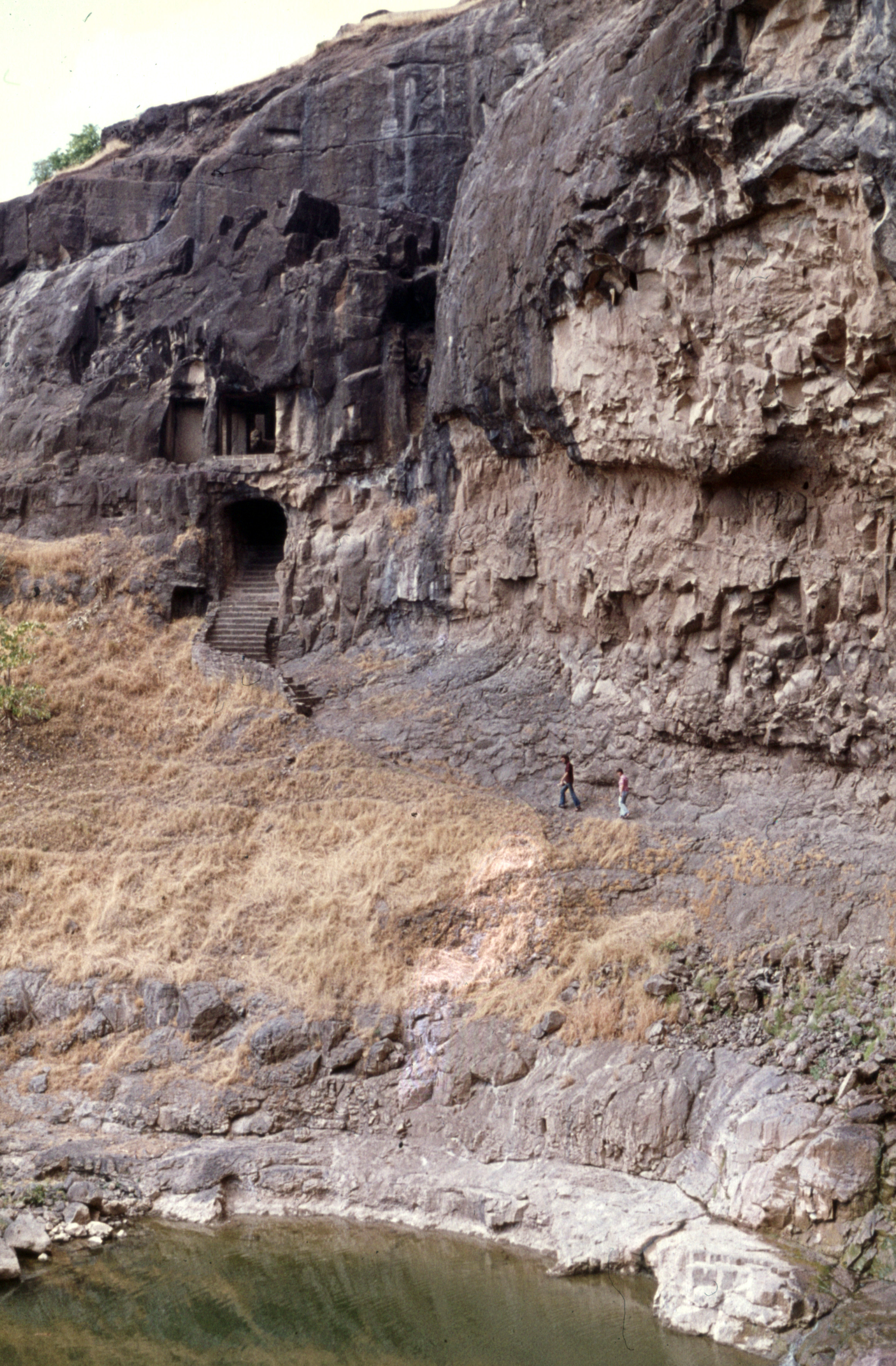
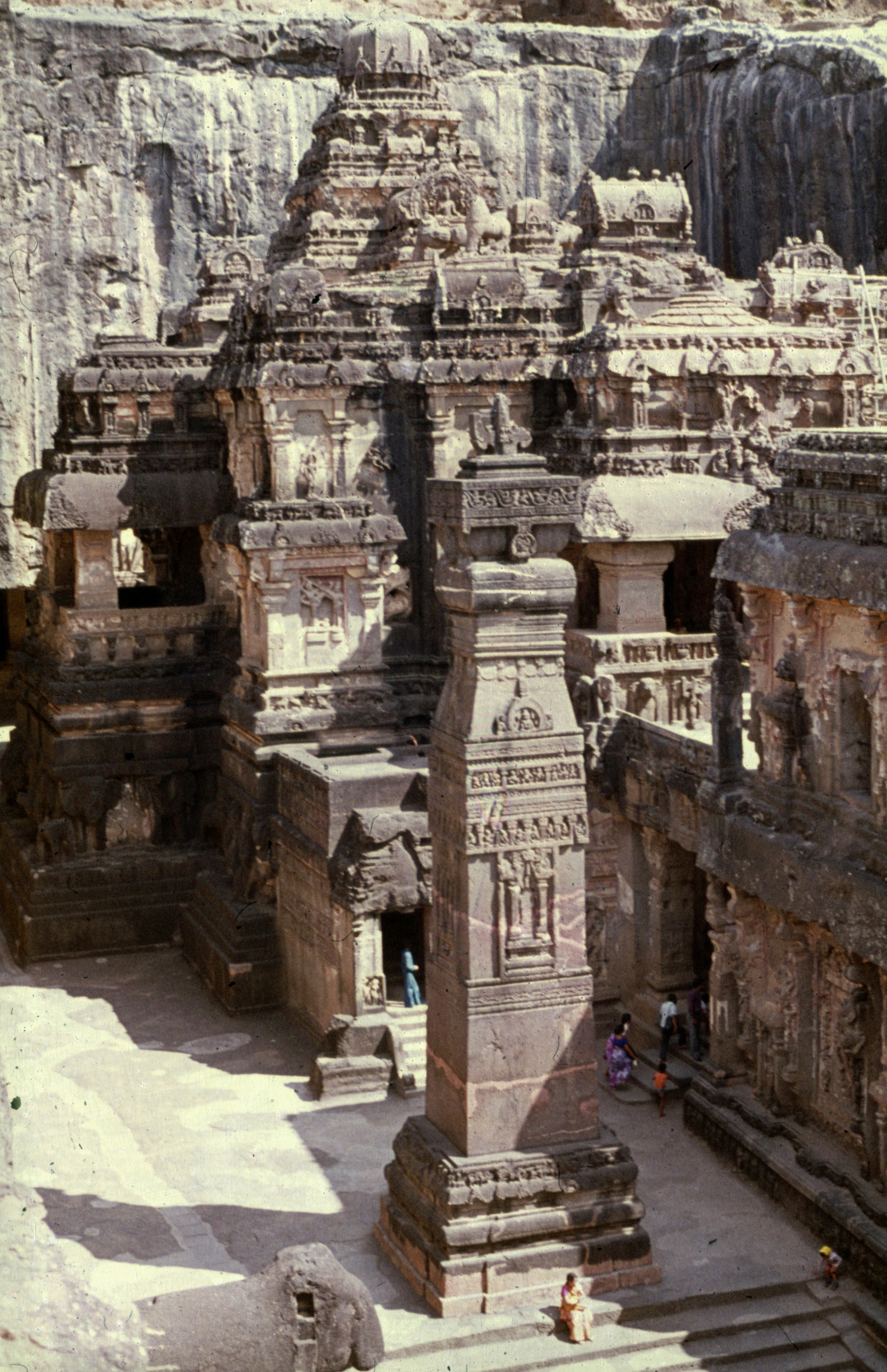
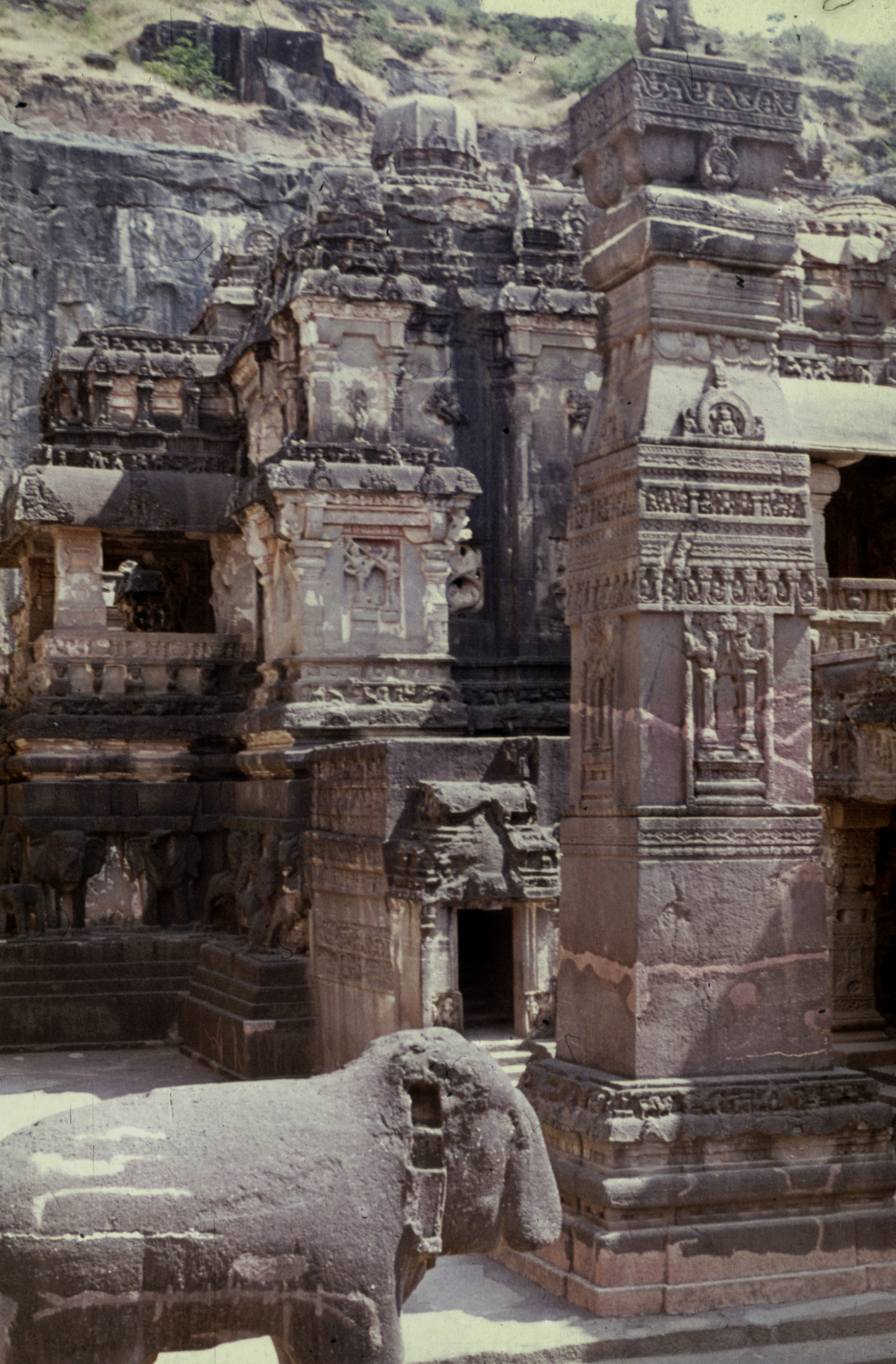
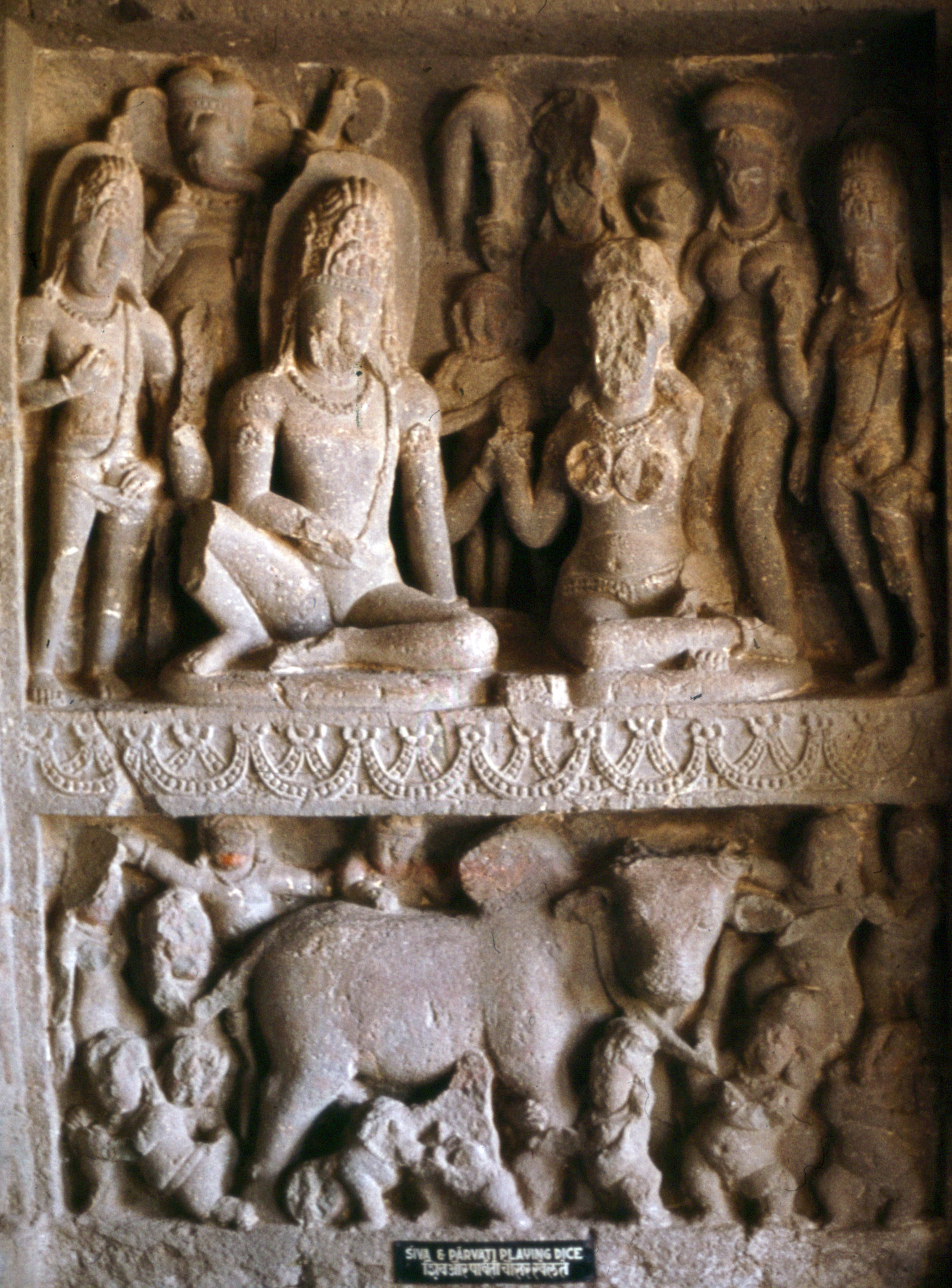
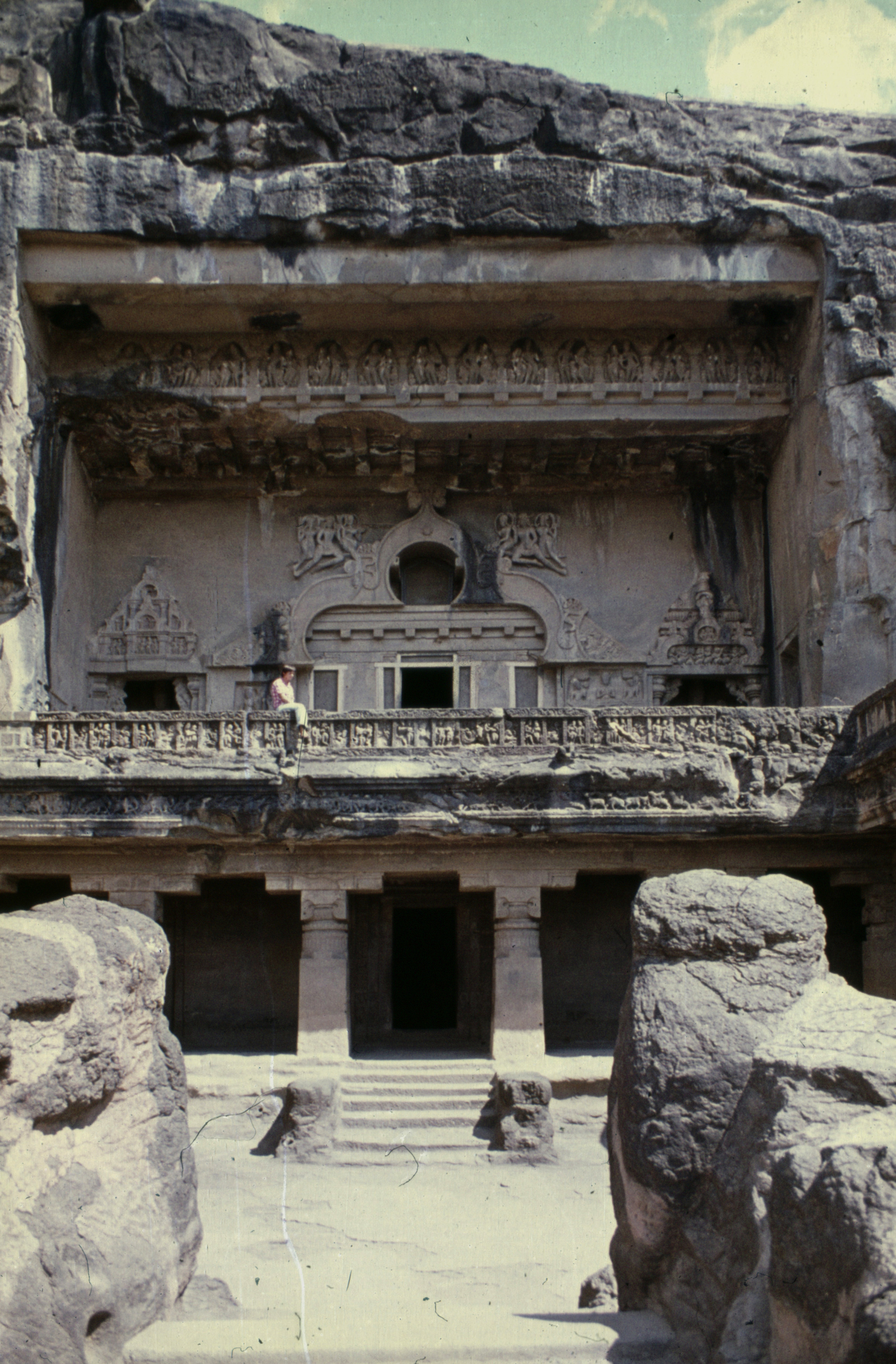
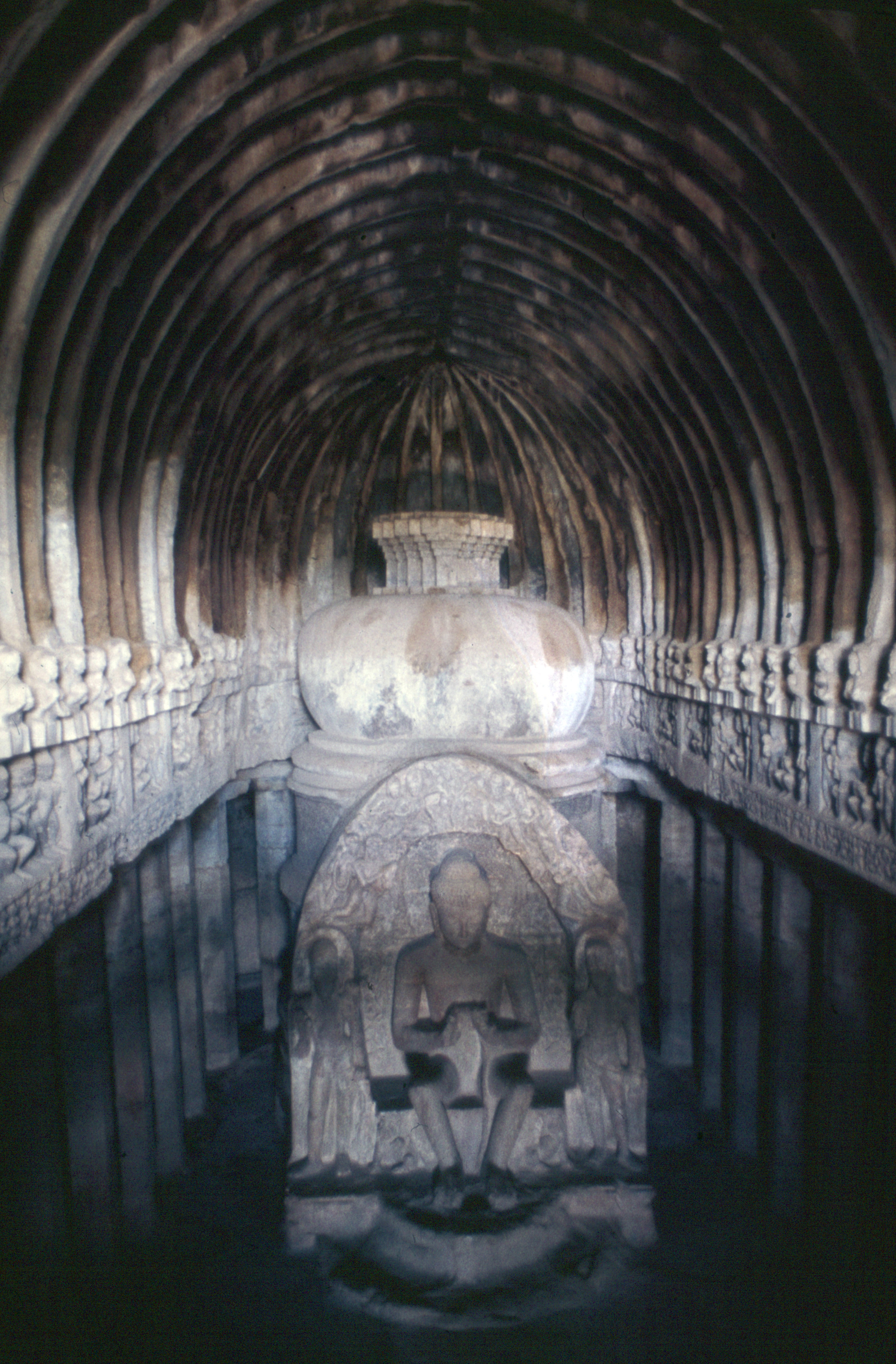
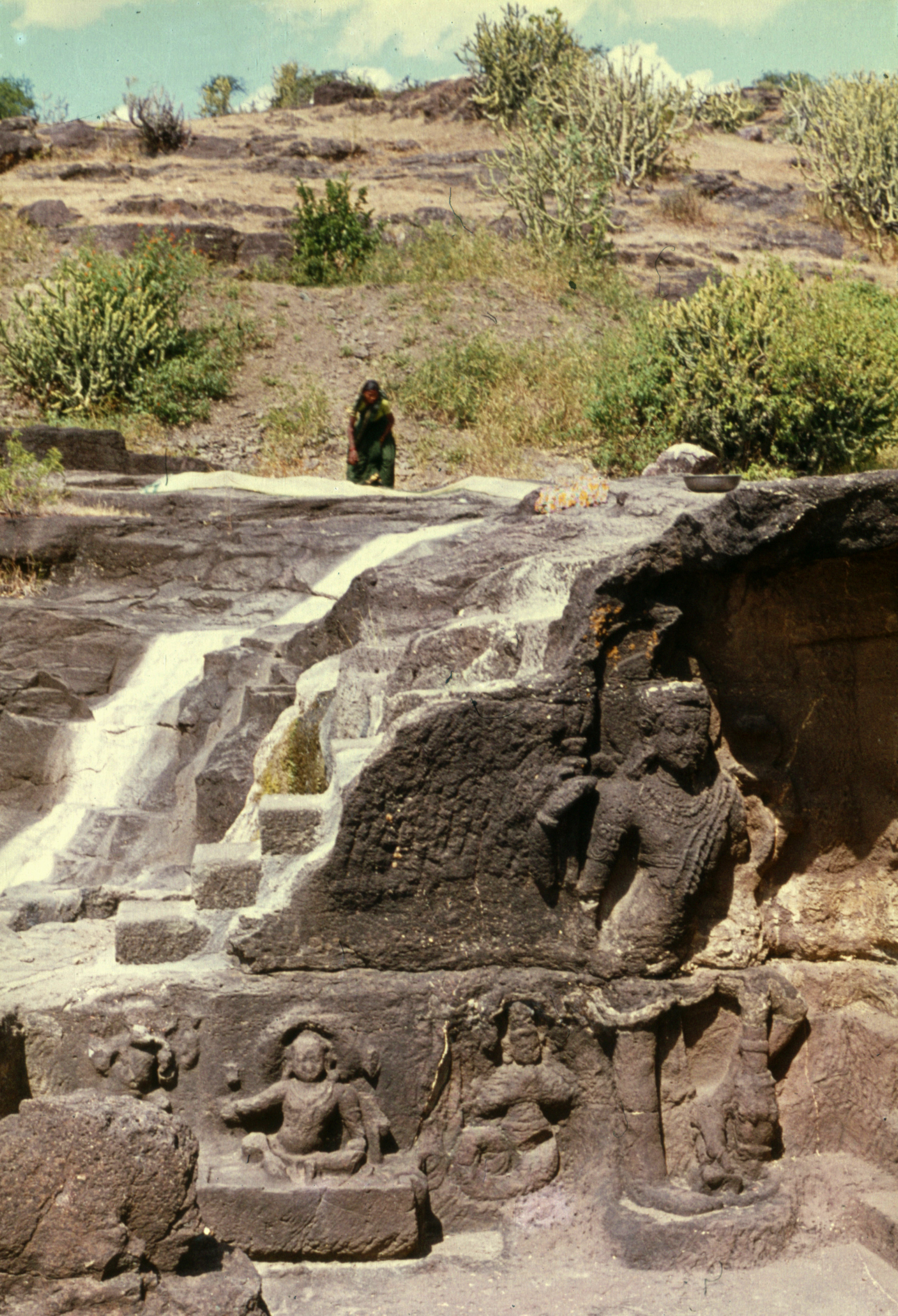
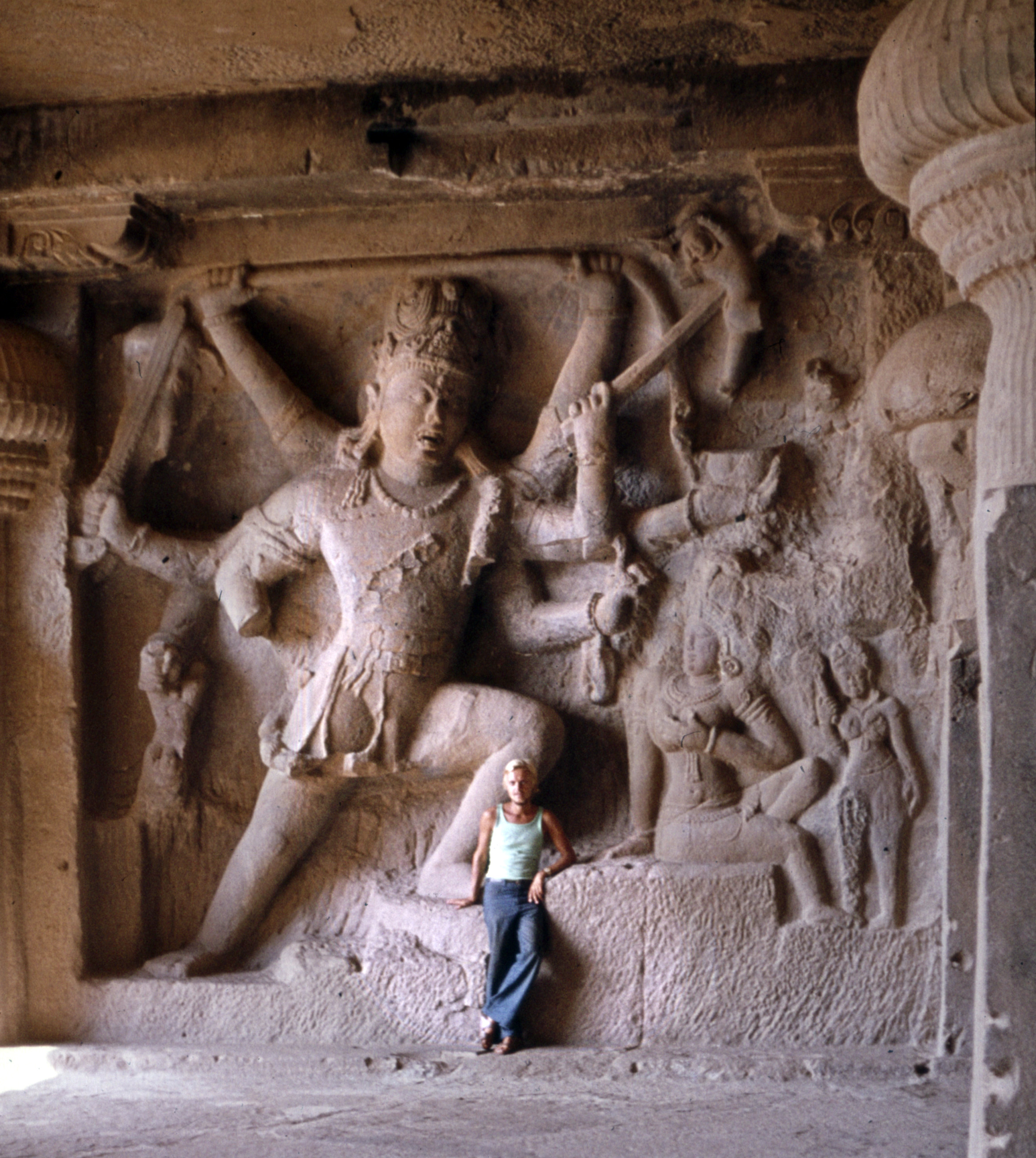